# The Crickets
The Crickets sono stati un gruppo musicale statunitense, fondato a Lubbock, Texas, nel febbraio del 1957 da Buddy Holly. La formazione originale comprendeva Buddy Holly (voce, chitarra), Niki Sullivan (chitarra), Joe Mauldin (basso) e Jerry Allison (batteria, unico membro ad essere presente in tutte le formazioni).
Divennero la formazione standard per tutte le band rock dei decenni a venire (due chitarre, basso e batteria) ed influenzarono gli stessi Beatles, i quali scelsero il proprio nome ispirandosi al loro (crickets "grilli", beetle "coleottero”).
I “Crickets” sono considerati dalla critica come uno dei gruppi più influenti del XX secolo e sono citati come influenza da numerosi artisti tra i quali i The Beatles, i Rolling Stones, Don McLean, Bruce Springsteen e molti altri.

## The Crickets con Buddy Holly
Il gruppo nacque come progetto di Buddy Holly, il quale deluso dai primi risultati ottenuti con la propria casa discografica, la Decca Records, volle incidere con un nuovo produttore. 
Non potendo utilizzare il proprio nome perché già sotto contratto con la Decca, venne trovato il nome The Crickets. Dopo il grande successo di That'll Be the Day, che raggiunse il primo posto nella  US Official Singles Chart, seguirono altri successi come Oh Boy!, Maybe Baby e Think It Over.

## Dopo la morte di Buddy Holly
Buddy Holly aveva già lasciato la band da alcuni mesi quando morì nel 1959. Il gruppo proseguì la propria attività ingaggiando nuovi cantanti (in ordine cronologico: Earl Sinks, Jerry Naylor, Sonny Curtis e Gordon Payne). Pur non riuscendo a replicare i successi del periodo di Buddy Holly, riuscirono comunque ad entrare nelle classifiche inglesi fino al 1963, ed a proseguire la propria attività sia discografica sia dal vivo fino agli anni '10 del secolo attuale. Nel 2004, nella città di Lubbock, è stata dedicata una strada alla band.
Nel 2012 il gruppo è stato inserito nella Rock and Roll Hall of Fame.

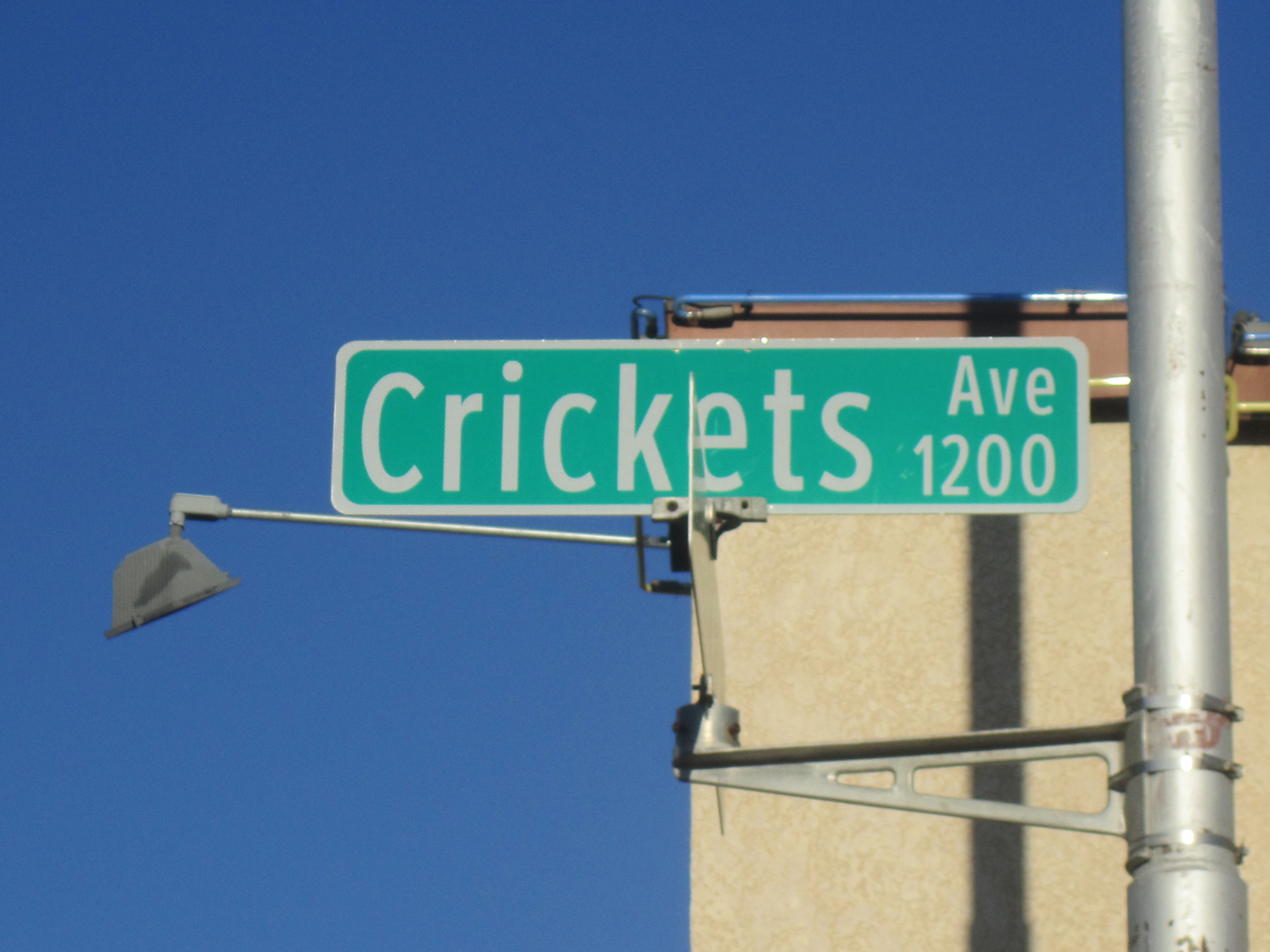
Strada dedicata al gruppo nel centro di Lubbock

La band si è esibita l'ultima volta nel febbraio del 2016 a Clear Lake, Iowa, all'interno della nota sala da concerto "Surf Ballroom" sede dell'ultimo concerto di Buddy Holly. In questa occasione Jerry Allison annunciò la fine dell'attività del gruppo.
Nel 2022, con la morte di Jerry Allison, nessun membro originale della band è sopravvissuto; lasciando così Sonny Curtis, Glen Hardin e Gordon Payne come ultimi membri sopravvissuti di una qualsiasi formazione della band.

## Formazione
- Buddy Holly - voce solista, chitarra (1957-1958, morto nel 1959)
- Jerry Allison - batteria (1957–2016, deceduto nel 2022)
- Waylon Jennings - basso (1959, morto nel 2002)
- Joe B. Mauldin - basso (1957–1960, 1976–2015; la sua morte)
- Niki Sullivan - chitarra (1957-1958, morto nel 2004)
- Sonny Curtis - chitarra (1958–1960, 1962–1985, 1994–2016) ; voce solista (1962–1985, 1994–2016)
- Earl Sinks - voce solista (1958-1960, deceduto nel 2017)
- Tommy Allsup - chitarra (1959, deceduto nel 2017)
- Jerry Naylor - voce solista (1961-1964, deceduto nel 2019)
- Glen Hardin - tastiere (1962–1972, 1999–2016) ; basso da tastiera (1962–1972, 2015–2016)
- Gordon Payne - voce solista, chitarra (1985-1994)